# فرودگاه شهری هاچینسن (مینه‌سوتا)
فرودگاه شهرستان هاچینسن (مینه‌سوتا) (به انگلیسی: Hutchinson Municipal Airport (Minnesota)) (به زبان بومی: Butler Field) یک فرودگاه همگانی بهره‌برداری هوایی است که یک باند فرود آسفالت دارد و طول باند آن ۱۲۱۹ متر است. این فرودگاه در شهر هاچینسون، مینه‌سوتا کشور ایالات متحده آمریکا قرار دارد و در ارتفاع ۳۲۳ متری از سطح دریا واقع شده‌است.